# Ancistrocerus fortunatus
Ancistrocerus fortunatus är en stekelart som beskrevs av Blüthgen 1954. Ancistrocerus fortunatus ingår i släktet murargetingar, och familjen Eumenidae. Inga underarter finns listade i Catalogue of Life.